# Autopista Ruta de los Ríos
Ruta de Los Ríos es la denominación de la Autopista concesionada interregional de peaje, que recorre y conecta a las Regiones de La Araucanía y la Los Ríos, en el Sur de Chile, desde Gorbea hasta Río Bueno.
Corresponde a la Concesión Ruta de los Ríos Sociedad Concesionaria S.A.

## Ruta de Los Ríos

### Sectores en Autopista
- Gorbea·Río Bueno 171,66 km de doble calzada.
- By Pass Lanco 3 km de doble calzada.
- By Pass Valdivia-Niebla 69 km de doble calzada.

### Eje Norte-Sur
- Ruta de la Araucanía
- Kilómetro 720: Quitratué, Las Américas, Retorno
- kilómetro 725 Quitratué·6ª Faja.
- Kilómetro 735: Retorno El Prado (Paso Inferior La Montañita)
- kilómetro 738: Retorno Quesquechan (Paso Inferior Quesquechan)
- kilómetro 747 Acceso Sur a Villarrica, Pucón y Curarrehue (Ruta S-91)
- kilómetro 752 Acceso Norte a Loncoche Dirección Al Sur
- kilómetro 754 Loncoche·Lastarria.
- kilómetro 755 Acceso Sur a Loncoche Dirección Al Norte
- kilómetro 763 La Paz.
- kilómetro 770 Lanco·Panguipulli Dirección Al Sur.
- kilómetro 773 Lanco·Panguipulli Dirección Al Norte.
- kilómetro 784 Pureo·Ciruelos.
- kilómetro 785 Acceso Norte a San José de la Mariquina, Puile, Mehuín Dirección Al Sur
- kilómetro 788 Celulosa Arauco y Constitución Planta Valdivia Dirección Al Norte
- kilómetro 790 Valdivia, San José de la Mariquina, Mehuín
- kilómetro 802 Follico, Máfil, Valdivia
- kilómetro 806 Santa Elena·Malihue.
- kilómetro 820 Pupunahue, Mulpún, Valdivia (Por Quitacalzón y Santa Elvira)
- kilómetro 829 La Balsa, Tomén
- kilómetro 832 Los Lagos, Panguipulli, Valdivia, Antilhue, Futrono, Riñihue
- kilómetro 840 Lipingue·El Salto.
- kilómetro 850 Reumén, Futrono, Valdivia
- kilómetro 858 Paillaco Dirección Al Sur
- kilómetro 860 Valdivia, Niebla, Corral, Paillaco.
- kilómetro 866 Regina·Pichirropulli.
- kilómetro 880 Rapaco·La Unión.
- kilómetro 888 Río Bueno·La Unión·Lago Ranco·Los Tambores.
- Autopista de Los Lagos

## Plazas de Peajes
- kilómetro 752 Lateral Loncoche.
- kilómetro 754 Lateral Lastarria.
- kilómetro 770 Lateral Lanco.
- kilómetro 775 Troncal Lanco.
- kilómetro 860 Lateral Valdivia.
- kilómetro 876 Troncal La Unión.
- kilómetro 888 Lateral Río Bueno-La Unión.

## Estaciones de Servicios en Autopista
- kilómetro 748 Área de Servicio Pronto Kiosco Copec Loncoche.
- kilómetro 767 Área de Servicio Upita Shell La Paz.
- kilómetro 780 Área de Servicio Shell Pon Pon.
- kilómetro 786 Área de Servicio Pronto Copec Mariquina
- kilómetro 834 Área de Servicio Shell Los Lagos.
- kilómetro 866 Área de Servicio Shell Pichirropulli.
- kilómetro 888 Área de Servicio Petrobras La Unión.

## Puentes
kilómetro 718 Puente Donguil
kilómetro 755 Puente Lo Vásquez N°2
kilómetro 756 Puente Lo Vásquez N°3
kilómetro 769 Puente Cruces N°1
kilómetro 771 Puente Cruces N°2
kilómetro 772 Puente Cruces N°3
kilómetro 776 Puente Negro
kilómetro 787 Puente Rucaco
kilómetro 801 Puente Rucapichio
kilómetro 803 Puente Iñaque
kilómetro 808 Puente Máfil N°1, N°2 y N°3
kilómetro 824 Puente Patricio Ríos
kilómetro 831 Puente Calle Calle
kilómetro 833 Puente Huiña Huiña
kilómetro 840 Puente Curaco
kilómetro 844 Puente El Trébol
kilómetro 868 Puente Llollelhue
kilómetro 870 Puente Choroy
kilómetro 872 Puente Niscón
kilómetro 873 Puente Cuño Cuño
kilómetro 883 Puente La Poza
kilómetro 887 Puente Traiguén
kilómetro 888 Puente Río Bueno

## Pasarelas Peatonales
kilómetro 728 El Liuco N°1
kilómetro 731: El Liuco N°2
kilómetro 735 El Prado
kilómetro 738 Quesquechan
kilómetro 745 Collimallin
kilómetro 750 Loncoche Norte
kilómetro 761 Las Violetas
kilómetro 763 La Paz
kilómetro 769 Lanco Norte (Cudico)
kilómetro 783: El Huape
kilómetro 788 Rucaco
kilómetro 798 Malinto
kilómetro 832 Los Lagos (Liceo)
kilómetro 834 Los Lagos
kilómetro 839 Escuela Agrícola
kilómetro 852 Demaihue
kilómetro 858 Paillaco Norte
kilómetro 865 Paihuén
kilómetro 872 Tronlico
kilómetro 874 Choroico
kilómetro 876 Peaje Troncal La Unión N°1
kilómetro 877 Peaje Troncal La Unión N°2

## Tecnología

### Paneles de Mensaje Variable (PMV)
Kilómetro 749 Loncoche Sentido Al Sur
Kilómetro 780 Ciruelos Mariquina Sentido Al Sur
Kilómetro 789 San José de la Mariquina Sentido Al Norte
Kilómetro 821 Pupunahue, Mulpún, Comuna de Máfil Sentido Al Sur
Kilómetro 834 Los Lagos Sentido Al Norte
Kilómetro 862 Paillaco Sentido Al Norte

### Medidores de Velocidad
Kilómetro 720 Gorbea Sentido Al Sur **
kilómetro 784 Ciruelos Sentido Al Norte **
kilómetro 827 Los Lagos Sentido Al Sur **
kilómetro 830 Puente Calle Calle Los Lagos Sentido Al Sur *  
Kilómetro 831 Puente Calle Calle Los Lagos Sentido Al Norte *
Kilómetro 889 Río Bueno Sentido Al Norte **

* Significa que cuando excedes la velocidad, se encenderá una baliza que se ubica sobre el letrero indicador de velocidad máxima, en el sector posterior al medidor.

** Significa que cuando excedes la velocidad, el display se indicará en color rojo.